# Prostemmiulus heatwolei
Prostemmiulus heatwolei är en mångfotingart som beskrevs av Velez 1967. Prostemmiulus heatwolei ingår i släktet Prostemmiulus och familjen Stemmiulidae. Inga underarter finns listade i Catalogue of Life.